# گوو ککسین
گوو ککسین (انگلیسی: Guo Kexin; ۲۳ اوت ۱۹۲۳ – ۱۳ دسامبر ۲۰۰۶) فیزیک‌دان اهل چین و از دانش‌آموختگان دانشگاه ججیانگ بود. ککسین مهندس شیمی، متالورژیست و بلورشناس شیمی چینی بود. او عضو آکادمی علوم چین بود و پیشگامان در زمینه میکروسکوپ الکترونی در چین به حساب می‌آید.

## زندگی
ککسین در ۲۳ اوت ۱۹۲۳ به دنیا آمد. در سال ۱۹۴۱، او از مدرسه راهنمایی چونگ کینگ نانکایی فارغ‌التحصیل شد. وی در سال ۱۹۴۶ با لیسانس مهندسی مهندسی شیمی از دانشگاه ژجیانگ فارغ‌التحصیل شد. در سال ۱۹۴۷، گوا برای تحصیل به سوئد رفت.
ککسین مدیر و محقق ارشد آزمایشگاه میکروسکوپ الکترونی الکترونیک پکن و مرکز فیزیک ماده متراکم و انستیتوی فیزیک، آکادمی علوم چین بود. او